# Ras Laffan

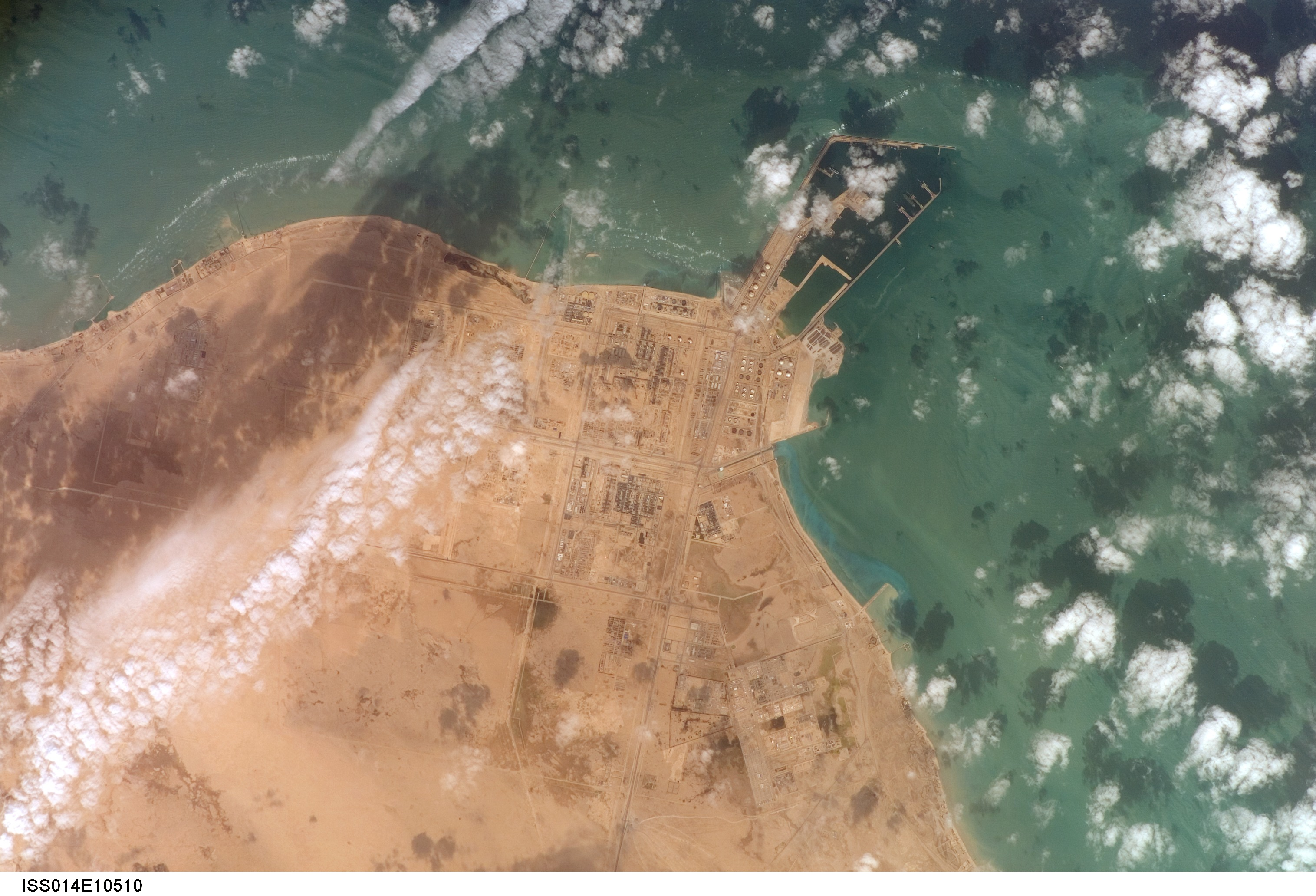
"Ras Laffan" em 2009

Ras Laffan é uma cidade industrial situada a 80 km a nordeste de Doha, no Qatar. É administrada pela Qatar Petroleum.